# Jeff Noon
Pour les articles homonymes, voir Noon.
Œuvres principales
- Vurt

Jeff Noon, né le 24 novembre 1957 dans la banlieue de Manchester et vivant aujourd'hui à Brighton, est un écrivain anglais de fantastique et de science-fiction. Il est aussi musicien, peintre et dramaturge ; Vurt, son premier roman, est couronné par le prix Arthur-C.-Clarke en 1994. Souvent comparé à William Gibson, le pape du Cyberpunk, il avoue ne pas lire de science-fiction, mais cultive en revanche le non-sens : ses romans sont comme hantés par le fantôme d'Alice au pays des merveilles.

## Œuvres

### SérieVurt
1. Vurt, Flammarion, 1997 ((en) Vurt, 1993), trad. Michèle Albaret-Maatsch  (ISBN 2-08-067136-7)Réédition, La Volte, 2006, trad. Marc Voline (ISBN 2-95-222175-8) - Prix Arthur-C.-Clarke 1994
2. Pollen, La Volte, 2006 ((en) Pollen, 1995), trad. Marc Voline  (ISBN 2-9522217-6-6)
3. Alice Automate, Flammarion, 1998 ((en) Automated Alice, 1996), trad. Michèle Albaret-Maatsch  (ISBN 2-08-067350-5)Réédition sous le titre Alice automatique, La Volte, 2017, trad. Marie Surgers (ISBN 978-2-37049-036-0)
4. NymphoRmation, La Volte, 2008 ((en) Nymphomation, 1997), trad. Alfred Boudry  (ISBN 978-2-917157-00-8)

### SérieUne enquête de John Nyquist
1. Un homme d'ombres, La Volte, 2021 ((en) A Man of Shadows, 2017), trad. Marie Surgers  (ISBN 978-2-37049-078-0)
2. La Ville des histoires, La Volte, 2022 ((en) The Body Library, 2018), trad. Christel Gaillard-Paris  (ISBN 978-2-37049-198-5)
3. Jenny-les-vrilles, La Volte, 2023 ((en) Creeping Jenny, 2020), trad. Marie Surgers  (ISBN 978-2-37049-229-6)

### SérieChronique de Ludwich
Cette série est coécrite avec Steve Beard.
1. Gogmagog, La Volte, 2025 ((en) Gogmagog, 2024)  (ISBN 978-2-37049-272-2)À paraître le 11 septembre 2025
2. (en) Ludluda, 2024

### Romans indépendants
- Intrabasses, La Volte, 2014 ((en) Needle In the Groove, 2000), trad. Marie Surgers  (ISBN 978-2-917157-69-5)
- Descendre en marche, La Volte, 2012 ((en) Falling Out Of Cars, 2002), trad. Marie Surgers  (ISBN 978-2-917157-22-0)

### Recueils de nouvelles
- Pixel Juice, La Volte, 2008 ((en) Pixel Juice, 1998), trad. Marie Surgers  (ISBN 978-2-917157-01-5)
- (en) Cobralingus, 2001
- (en) Mappalujo, 2002Écrit avec Steve Beard. Disponible sur Le site de Mappalujo
- (en) 217 Babel Street, 2008Écrit avec Susanna Jones, Alison MacLeod et William Shaw (en). Disponible sur le site de 217 Babel Street

### Pièces de théâtre
- (en) Woundings, 1986
- (en) Vurt - The Theatre Remix, 2001
- (en) Somewhere The Shadow, 2001
- (en) The Modernists, 2003

### Feuilleton radiophonique
- (en) Code - Ghosts of the Digital Age, BBC Radio 3, 2005

### Films
- (en) Woundings, 1998Connu sous le titre Brand New World aux États-Unis